# 新熱帯区

新熱帯区の位置

新熱帯区（しんねったいく、 Neotropic）は、生物地理区の一区分。
南米大陸および中米のエリア。カリブ海の島嶼とフロリダ半島南部も含む。
面積：1900万平方キロメートル。
南米大陸は長期間、孤立した大陸であったため、特異な生物グループが生息している。
- 有袋類は、新熱帯区とオーストラリア区、新北区（オポッサム）にのみ残存している。
- 有胎盤類のうち古いグループの異節類（アリクイ目）は新熱帯区にのみ残存している。
- 新世界ザル類は、パナマ地峡形成よりはるか以前に南米とアフリカがつながっていた（あるいは渡れるほど近かった）時期に渡ってきた猿類が独自に進化したグループである。
- その他の有胎盤類の多くは、パナマ地峡が形成された後に新北区から地峡を通ってきた。